# Pgrep
Pgrep é um utilitário de linha de comando inicialmente escrito para o sistema operativo Solaris 7. Foi implementado no Linux e BSD (Dragonfly BSD, FreeBSD, NetBSD, e OpenBSD). O programa procura por todos os processos com determinado nome e retorna o seu ID.